# Frisuelos

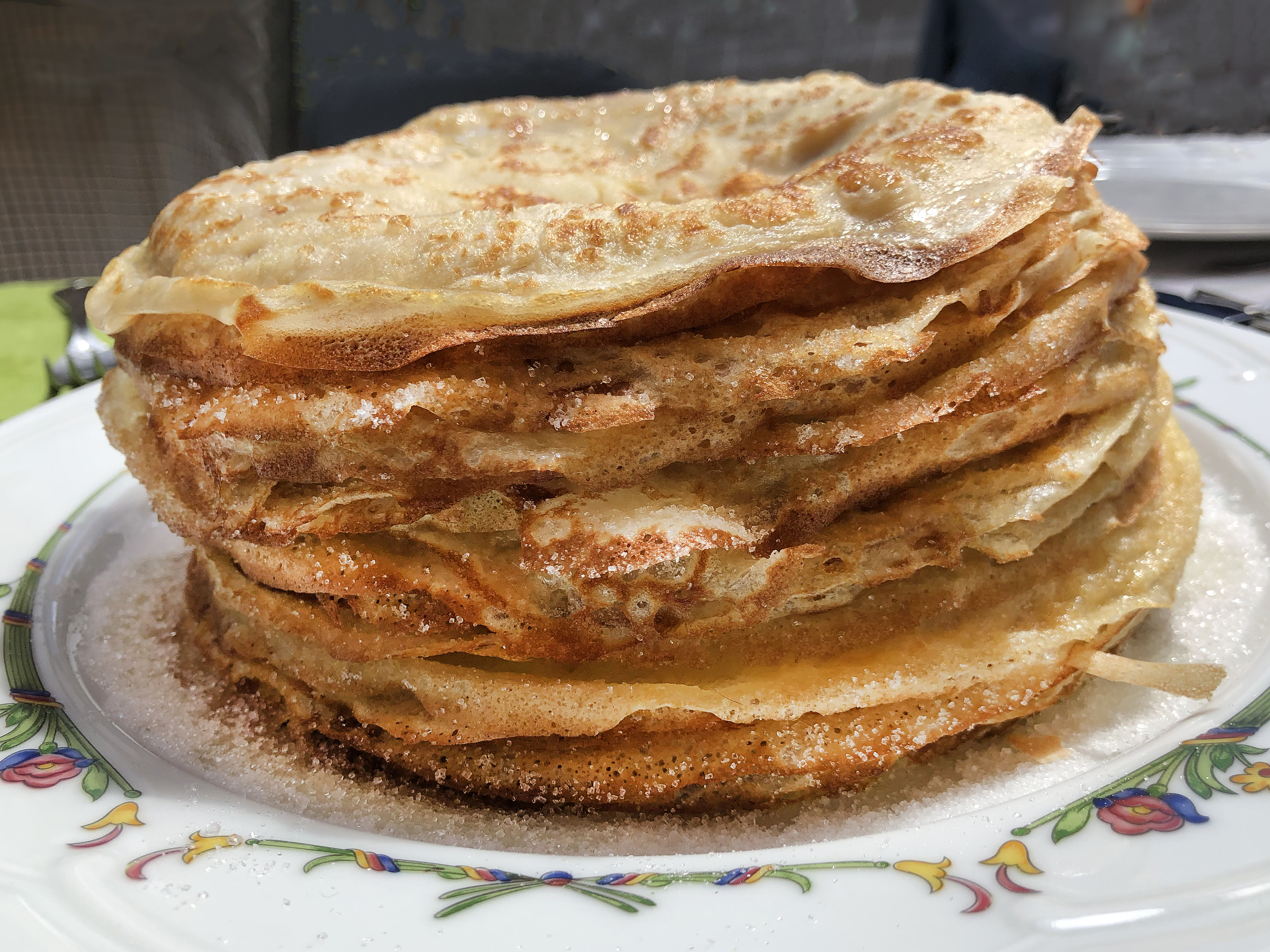
Plato con frisuelos.

Los frisuelos (frixuelos en asturiano  o jisuelos en cántabro) son un tipo de  postre, típico en las regiones españolas de Asturias, Cantabria y León. Está hecho a base de harina, leche y huevos. Son típicos de las celebraciones de Antroxu (carnaval) y de las Comadres en Asturias. También existen los frixuelos vaqueiros típicos de la zona suroccidente asturiana de Cangas del Narcea.

## Características
Se emplea leche, huevos (opcional), harina, sal, azúcar y anís (opcional). Para la preparación en un recipiente se echa la harina, los huevos, la sal y el anís, batiéndose todo ello a medida que se va añadiendo poco a poco la leche (o a la inversa, se va añadiendo la harina a la leche hasta que quede el batido ni muy ralo ni tampoco muy espeso), y así sin parar hasta que todos los ingredientes estén bien mezclados y no queden grumos. Conseguido esto, se derrite en una sartén mantequilla, manteca de cerdo o se añade aceite. Cuando esté muy caliente se echa un poco de pasta, la justa para que quede una masa amorfa similar al buñuelo en la superficie de la sartén, y se deja que cuaje y se dore. Éste es el frisuelo tradicional de Liébana o jisuelu de Polaciones y Cabuérniga en Cantabria, mientras que en Asturias recibe la denominación específica de freixolo de cullarada. Hay quien los hace finos como las tortas o crepes, aunque es una variante más moderna. En ocasiones, se rellenan con miel o mermelada.

## Presentación
Sobre la superficie de un plato se ponen los frisuelos recién fritos y se espolvorea azúcar. La forma tradicional de comerlos es que estén muy calientes.

## Variantes
En el Occidente Asturiano, son varios los lugares en que la misma masa se fríe en abundante aceite en forma de espiral y tras la fritura se espolvorean con azúcar o miel.
Dada la consistencia de los mismos y la forma en que se suelen comer, se pueden rellenar de miel, de nata, o la forma más tradicional, de compota de manzana.
Los frixuelos son similares a los crepes francesas y a las filloas gallegas (también llamadas freixós).